# Nhà hát ở Cộng hòa Séc
Nhà hát ở Cộng hòa Séc có một truyền thống phong phú ở tất cả các thể loại, như chính kịch, opera, và nhảy, nhà hát múa rối, nhà hát black light...

## Lịch sử hình thành
Nhà hát của Séc đóng vai trò quan trọng trong lịch sử nhà hát từ Trung Cổ. Ở thế kỉ 19, nhà hát là một phần không thể thiếu của trào lưu Czech National Revival (Phục hưng quốc gia Séc). Sau đó, ở tuổi 20, nhiều nhà làm kịch nổi tiếng đã chịu ảnh hưởng từ nghệ thuật kịch của châu Âu.
Giai đoạn 1739–1783, Divadlo v Kotcích (tiếng Anh: Nhà hát Kotzen), một nhà hát và tổ chức opera trên phố Kotcích ở Praha, thưởng thức những kỳ quan trong nhà hát opera quốc gia tại Prha. Nhà hát opera của Franz Anton von Sporck cũng là một nhà hát công chúng trong thành phố ngay lúc này.
Nhà hát Estates lúc đầu được dựng xây để phục vụ việc sản xuất các vở kịch của Đức và opera của Ý, nhưng tác phẩm kịch bằng các ngôn ngữ khác vẫn được công diễn. Các tác phẩm của Séc được lần đầu dựng trên sân khấu vào năm 1785 để đạt nhiều tương tác từ khán giả Séc hơn, nhưng đến năm 1812, họ trở thành nhân tố thường xuyên của ngày lễ Chủ nhật và Ngày nghỉ. Bản chất chính trị trong các buổi trình diễn ấy về sau đã dẫn đến ý tưởng thành lập một Nhà hát Quốc gia sau năm 1848, trong bối cảnh cách mạng thất bại còn J.K. Tyl từ trần. Nhiều nhà kịch nghệ của Séc cũng làm việc tại Nhà hát Estates, chẳng hạn anh em Thám (Karel và Václav), J.K. Tyl, Ján Kollár, và nhiều người khác.

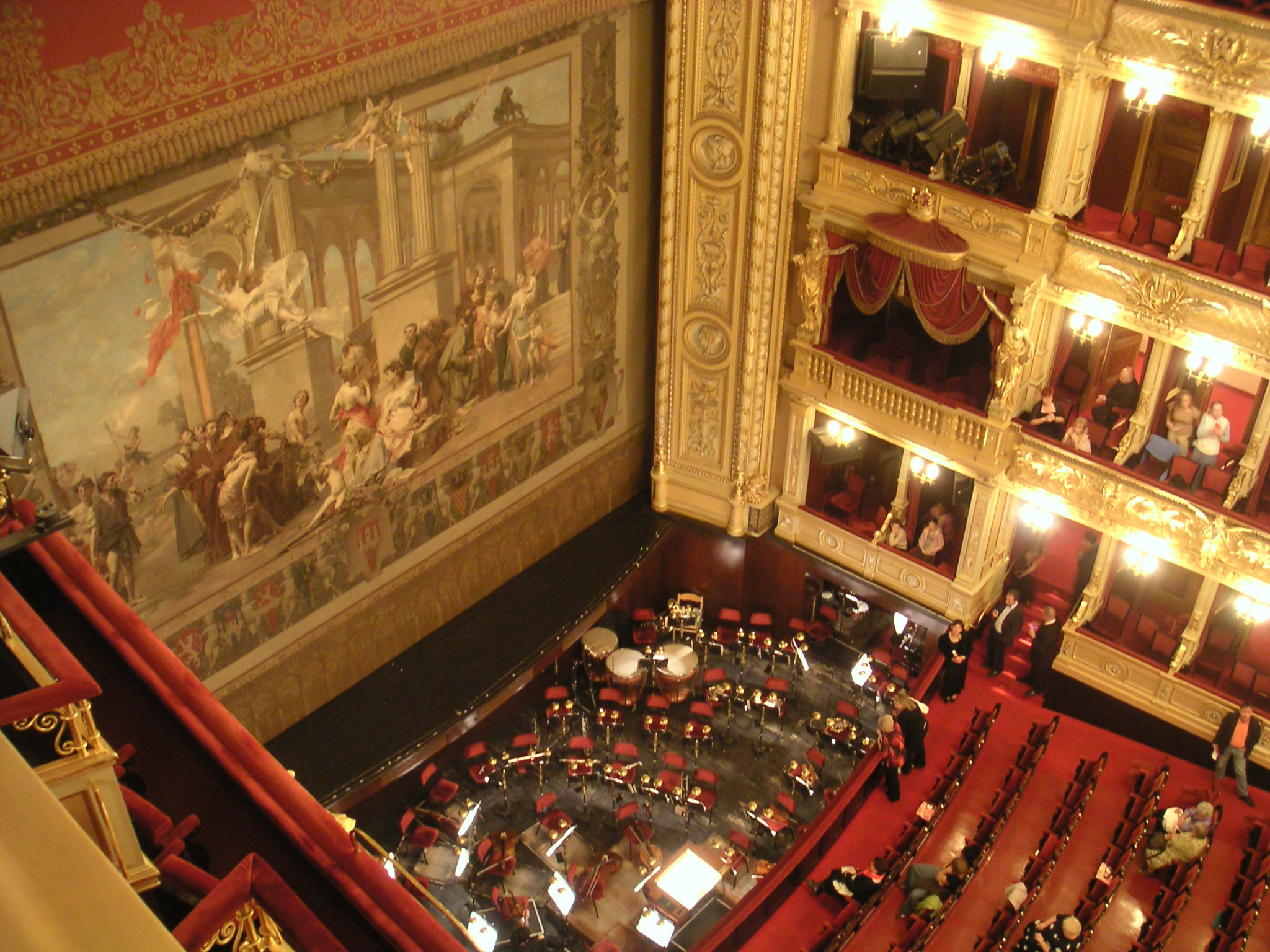
Nội thất của Nhà hát Quốc gia vào năm 2007.

Trước những năm đầu của thập niên 1860, hầu hết tổ chức văn hóa ở Praha, bao gồm cả nhà hát và opera đều năm trong tay của người Áo. Bohemia là một tỉnh của Đế quốc Habsburg, và dưới sự cai trị chuyên quyền của chế độ ấy, hầu hết các khía cạnh của văn hóa và đời sống dân tộc Séc đã bị ngăn cấm hoặc đàn áp. Chủ nghĩa chuyên chế đã bị chính thức bãi bỏ dưới thời trị vì của Hoàng đế Franz Josef vào ngày 20 tháng 10 năm 1860, từ đó dần phục hồi nền văn hòa Séc. Quốc hội của Bohemia đã mua lại một khu đất tại Praha nằm ở bên bờ sông Vltava, vào năm 1861 thông báo đã đăng ký làm chủ, quyên góp được 106.000 đồng Áo-Hung. Hành động đó đã giúp trang trải chi phí xây dựng một nhà hát nhỏ có sức chứa 800 chỗ ngồi, dự kiến hoạt động giống như một đơn vị sản xuất kịch và opera của Séc, trong khi đó những kế hoạch dài hơi hơn về một Nhà hát Quốc gia có thể trở thành sự thực. Nhà hát Provisional đã khai mạc vào ngày 18 tháng 11 năm 1862, với một buổi diễn vở bi kịch King Vukašín của Vítězslav Hálek.
Vở kịch của Cộng hòa Tiệp Khắc Đầu tiên đi theo lối phát triển phong cách giống như thơ ca và văn hoa — chủ nghĩa biểu hiệu, kế đến là trở lại với chủ nghĩa hiện thực, kịch dân thường (František Langer, Karel Čapek). Nhà hát Avant-garde cũng phát triển mạnh mẽ, tập trung vào việc xóa bỏ rào cản giữa diễn viên và khán giả, phá vỡ ảo tưởng thống nhất của một tác phẩm kịch nghệ (Osvobozené divadlo, Jiří Voskovec và Jan Werich). Ở thập niên 1930, Karel Čapek đã viết nên các vở kịch giàu tính chính trị và (nổi tiếng) nhất của ông nhằm đáp trả sự lên gôi của chủ nghĩa độc tài phát xít.
Václav Havel đã tìm được việc làm tại Nhà hát thế giới của Praha, cụ thể ông làm lao công tại Nhà hát ABC  của Praha– Divadlo ABC, và sau đấy là Nhà hát Balustrade – Divadlo Na zábradlí. Cùng lúc ấy, ông là sinh viên khoa kịch nghệ sau khi nhận được thư nhập học từ khoa kịch nghệ của Học viện nghệ thuật biểu diễn tại Praha (DAMU). Tác phẩm kịch dài đầu tiên của ông đã được công diễn trước khán giả, bên cạnh nhiều vở tạp kỹ khác, đó là vở The Garden Party (1963). Sau khi có mặt tại các Nhà hát Absurd và Nhà hát Balustrade, vở kịch này đã giúp ông được khán giả quốc tế ngợi khen. Vở kịch kế tiếp là vở The Memorandum, một trong những vở kịch nổi tiếng nhất của ông, và The Increased Difficulty of Concentration, tất cả đều công diễn tại Nhà hát ở Balustrade. Năm 1968, The Memorandum được đem tới diễn ở Nhà hát Public ở New York, giúp xây chắc danh tiếng của Havel tại đất Hoa Kỳ. Nhà hát Public đã tiếp tục sản xuất các vở kịch của ông trong những năm kế tiếp. Sau năm 1968, các vở kịch của Havel bị cấm công diễn tại Nhà hát thế giới ở đất nước của ông, và ông không thể rời khỏi Tiệp Khắc để xem bất kì phiên bản vở diễn nước ngoài nào từ các tác phẩm của mình.

## Danh sách đạo diễn kịch nổi tiếng của Séc
- Alfréd Radok
- Otomar Krejča
- Jan Kačer
- Petr Lébl
- Jan Antonín Pitínský
- Jan Nebeský
- Jiří Chlup

## Danh sách nhà thiết kế sân khấu nổi tiếng của Séc
- Josef Svoboda
- Jaroslav Malina

## Danh sách diễn viên kịch nổi tiếng của Séc
- Jan Tříska
- David Prachař
- Karel Roden
- Miroslav Táborský
- Jiří Ornest
- Tomáš Töpfer
- Daniela Kolářová
- Marie Málková
- Iva Janžurová
- Karel-Romana Dutkovski

## Danh sách nhà hát và công ty kịch nghệ quan trọng của Séc
- Národní divadlo
- Nhà hát Opera Quốc gia Praha
- Nhà hát Quốc gia Marionette (Národní divadlo marionet)
- Nhà hát Spejbl và Hurvínek – nhà hát múa rối đầu tiên của Séc[8]

## Danh sách các lễ hội kịch quan trọng của Séc
- Nhà hát các vùng châu Âu
- Nhà hát Plzeň
- Mateřinka
- Summer Shakespeare Holiday
- International Festival Zero Point

## Giải thưởng kịch của Cộng hòa Séc
- Alfréd Radok Awards
- Thalia Awards

## Trường học kịch hát của Séc
- Học viện nghệ thuật biểu diễn tại Praha
- Học viện âm nhạc và biểu diễn nghệ thuật Janáček

## Xem học
- Văn hóa Séc